# Рентген (одиниця)
Рентген — одиниця вимірювання дози рентгенівського чи гамма-опромінення. Українське позначення одиниці — Р, міжнародне — R.
Рентген визначається як доза радіації, яка призводить до появи одиниці заряду СГС (≈3,33564·10−10 Кл) кожного знаку в кубічному сантиметрі повітря за стандартної температури й тиску. Це відповідає приблизно 2,08·109 парам позитивних і негативних зарядів.
Рентген — одиниця дози (кількості) рентгенівського чи гамма-проміння, яка спричиняє в 0,001293 г повітря (тобто, в 1 см3 за нормальних умов) утворення йонів, з яких йони одного знака мають сумарний заряд в одну електростатичну одиницю електрики (1/3)·109 Кл. В одиницях системи SI 1 Р = 2,57976·10–4 Кл/кг.
Для приведення дії різних типів радіації до спільної основи вводиться біологічний еквівалент рентгену — бер.
Інтенсивність опромінення вимірюється в рентгенах за годину.
Одиниця названа на честь німецького фізика В.-К. Рентгена.